# Seredînka, Cernihiv
Seredînka (în ucraineană Серединка) este localitatea de reședință a comunei Seredînka din raionul Cernihiv, regiunea Cernihiv, Ucraina.

## Demografie
Componența lingvistică a localității Seredînka
     Ucraineană (97,35%)
     Rusă (2,65%)
Conform recensământului din 2001, majoritatea populației localității Seredînka era vorbitoare de ucraineană (97,35%), existând în minoritate și vorbitori de rusă (2,65%).